# The Ethiopians
The Ethiopians var en jamaicansk vokal musikgrupp som bildades 1966. De räknas som pionjärer inom särskilt rocksteady-stilen. Medlemmar i gruppen var Leonard Dillon, Aston Morris, och Stephen Taylor. Gruppen var mycket populär på Jamaica under sena 1960-talet och tidiga 1970-talet, och hade även framgångar i Storbritannien under dessa år. 
Internationellt är de antagligen mest kända för låten "Train to Skaville" från 1967. Låten gick upp på plats #40 på Englands singellista, vilket var en stor framgång för en jamaicansk grupp. De hade sedan flera hitsinglar i sitt hemland, till exempel "Engine 54", "Come on Now", och "Reggae Hit the Town" (alla 1968). Under 1970-talets första hälft drog deras musik mer åt roots reggae-hållet. Taylor avled i en olycka 1975 då han blev påkörd en bil när han korsade en väg. Gruppen upplöstes kort därefter, men återkom kort 1977 då Dillon och Morris släppte albumet Slave Call. Leonard Dillon började under 1990-talet uppträda under gruppnamnet igen, men nu med kvinnliga bakgrundssångare. Dillon avled efter att ha drabbats av en hjärntumör i september 2011.

## Diskografi (i urval)
Studioalbum
- 1968: Engine '54: Let's Ska and Rock Steady
- 1969: Reggae Power
- 1970: Woman a Capture Man
- 1977: Slave Call
- 1989: Dread Prophecy
- 1990: Let's Ska and Rock Steady
- 1993: Clap Your Hands
- 1993: Sir J.J. & Friends
- 1994: Owner Fer De Yard
- 1999: Train to Skaville
- 1999: Tuffer Than Stone
- 2000: Skaville Princess

Samlingsalbum
- 2002: Train to Skaville: Anthology 1965-1975